# 圓山別莊
圓山別莊，是位於臺灣臺北市中山區圓山基隆河東南岸畔、臺北市立美術館旁的都鐸式半木构造建筑，原為茶商陳朝駿在1913年建造以招待貴賓的場所，戰後時期輾轉為前立法院院長黃國書經營藝品館，政府徵購後作文藝場所，列市定古蹟，今由ACME團隊接手經營，將其重新定位成「MAISON ACME｜圓山別邸」。

## 建築
別莊庭園曾達數千坪、樓地板面積139平方公尺。建築整體仿諾耳曼莊園主宅邸，屋架為十九世紀新古典主義發揚的都鐸式建築。昔日前後皆具庭院，庭園曾種植可作花茶的秀英花。一樓以磚造作為承重牆，使用臺灣煉瓦磚與撒木耳煉瓦會社磚。二樓外牆採黃、白、紅三對比色系，梁柱裸露在牆外，並刻意變化作成樹枝狀。閣樓上有綠、黃、紅三色彩繪玻璃。約莫四十五度的斜屋頂以菱形銅板瓦片層層搭扣，隨氧化程度顏色漸進，新鋪時是亮橙色，轉為古銅色，再至深褐色、黑色與綠青。中央凸出尖塔，並有弧形屋簷。
從一樓半圓形門廊進去，以入口處客廳為中心，向周邊延伸各房間。包含客廳、飯廳、玄關、3間房間、1條過道，共有11道門。設有壁爐2座，富大自然與花草圖案的凸花磁磚與吊燈。室內以檜木條柱糊泥面牆，鑲崁著精巧的灰泥梁柱，飾花瓣圖紋，搭配彩色玻璃窗、變體的新藝術拱形窗。

## 歷史

### 茶商招待所

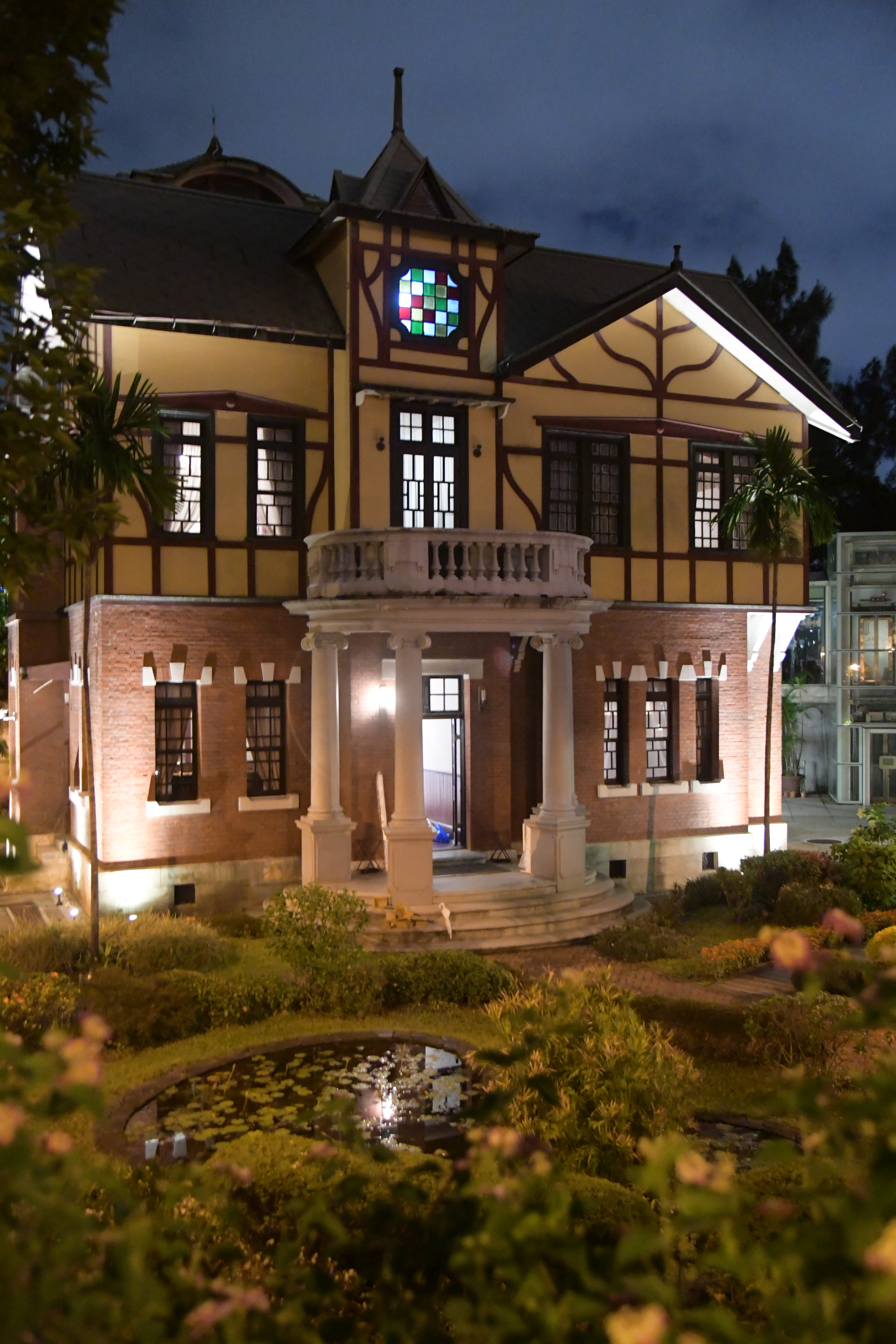
夜景

圓山別莊是1913年時，時任臺北茶商公會幹事長兼稻江信用組合首任理事長陳朝駿，向王姓地主購得位於基隆河圓山東南側土地建立。此處在當時青山雄峙、碧水迴旋，一旁就是敕使街道、臺灣神社，離城內日本內地人的聚居區尚有一段距離，且可從大稻埕淡水河邊乘船而來，是適合作招待所之處。據陳朝駿子孫所說房子為森山松之助設計。
陳朝駿當選台灣茶商公會會長的1914年，圓山別莊落成。依陳朝駿曾孫陳明群所言，孫中山在1913年、1918年到臺灣時曾到此屋。陳朝駿在此住約十年後過世，房子轉手。
日治時期，圓山別莊附近大多是土角磚牆、紅瓦厝頂的閩南漳泉傳統建築，或日本黑文明瓦、疊蓆等日式木造庭院，這一棟異國風味別墅吸住路人眼光，成為圓山醒目的地標。像是洪長庚曾在基隆河對岸拍攝漁船時，便以此宅為背景的河景照。1935年的攝影集《花國艷影集》也在此屋拍攝一位張姓藝妲，註明女子是大橋公學校畢業，為家計墮落煙花。
日治後期，圓山別莊作為日本憲兵看守明治橋部隊宿舍，增設高度僅容成人彎身進入的水牢。詩人王少濤於1937年作詩，表達起造人陳朝駿過世後，圓山別莊荒廢的滄桑。

### 中華藝品館

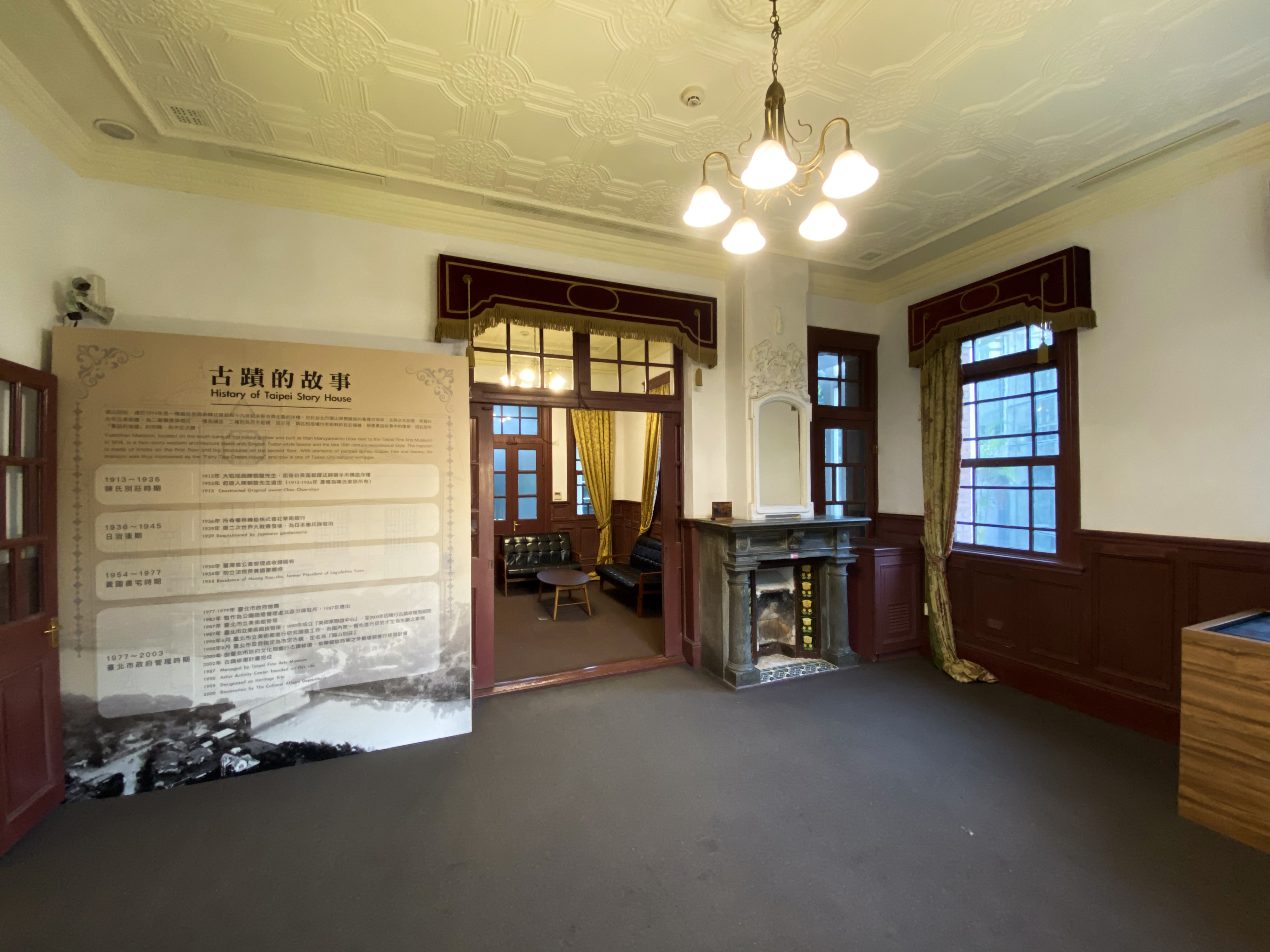
一樓大廳

圓山別莊在日本戰敗後以「敵產」被國民政府沒收，後由黃國書低價購得。2003年4月臺北市市長馬英九回憶，小時候學校辦遠足到圓山動物園時，覺得這棟建築就像童話式的建築，天真地幻想裡面住著白雪公主等童話人物。但昔年地勢高的優勢已隨附近的建設而完全改觀，一遇下雨，從堤防等方向湧入的水流，使得該宅院容易淹水。
1970年代，圓山開立許多藝品店，如中山藝品館、銀河藝品館、日月明藝品中心、夏威夷藝品行、友寧藝品公司、玫瑰藝品館、富麗特產行、中華藝品館等。其中，中華藝品館及附近土地所有權人，即是黃國書。這是黃國書趁美軍協防台灣之際，在圓山別莊屋前加蓋作藝品館。1975年，美軍撤防後，中華藝品館不再經營。1973年9月，市民抱怨，中秋時節的中華藝品館旁草地到處是柚子皮，破報紙扔得滿地都是。
1979年7月28日，台北市政府工務局公園路燈管理處原定要在早上10點與黃國書協商收購中華藝品館與附近土地以建台北市立美術館事宜，但黃國書臨時電話通知說「沒有時間」。臺北美術館的一期工程，原設計規畫的庭園部份因此被拖延，使承建單位無法施工。
1981年12月23日，臺北市政府教育局第四科科長康宗虎表示，對於有人反應此屋有保留價值，教育局已呈報市長邵恩新定奪。之後，臺北市政府以新台幣1,024萬元購買圓山別莊。1983年，經兩年的協調與周旋，中華藝品館終於答應遷離。在市府同意保留後，起初是想作為美術館藝術品的販賣中心，附屬添加物則拆除。

### 藝術家聯誼中心

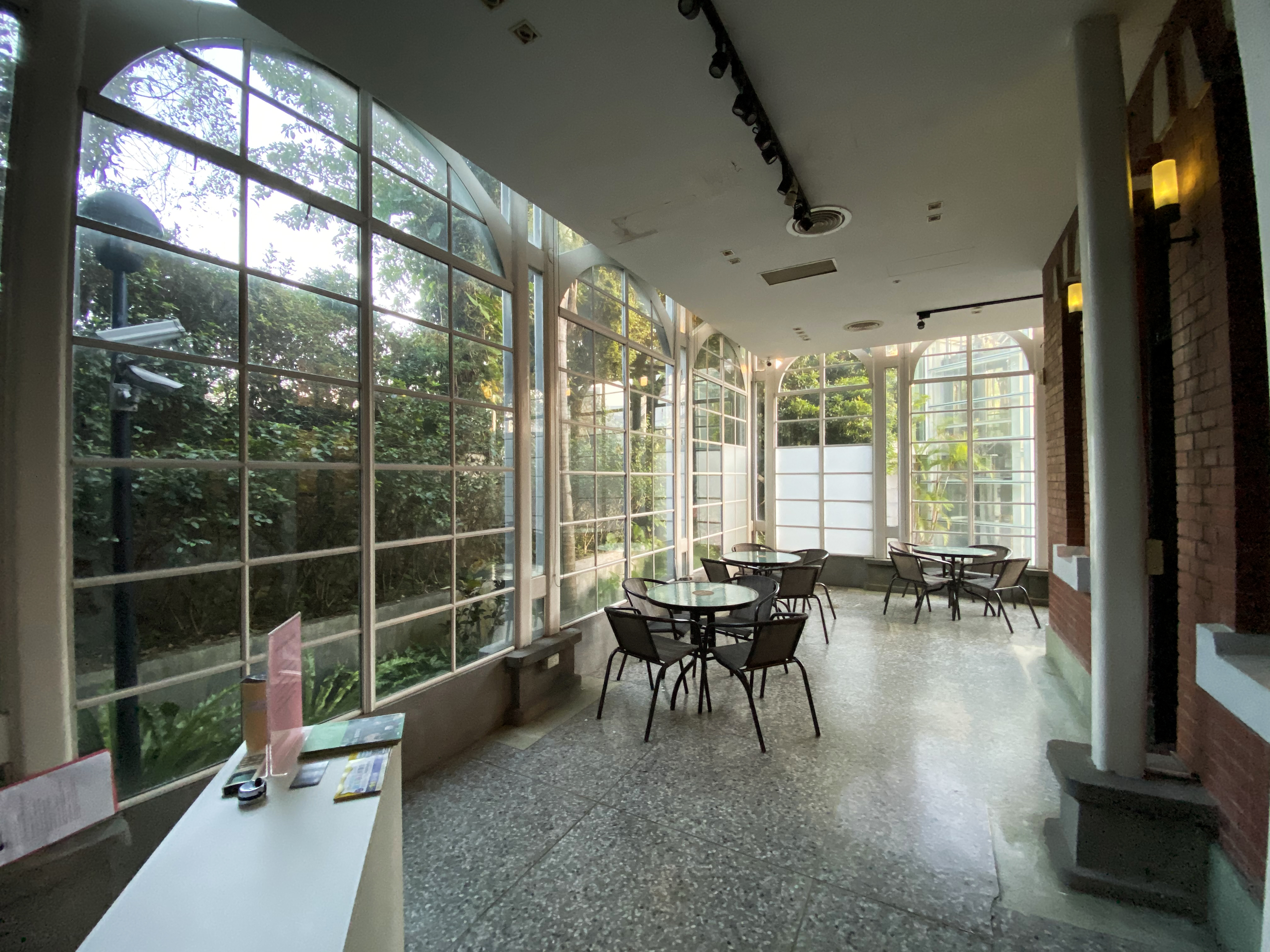
一樓落地窗

1987年底，台北市美術館從公園路燈管理處北區分隊接手管理後，內部因被公園路燈管理處改裝成辦公室，滿目瘡痍。
1987年11月25日下午，文建會主委陳奇祿在台北市教育局局長陳漢強及台北市立美術館館長黃光男陪同下，勘察圓山別莊作為文藝之家的可行性。陳奇祿構想是不同於一般的社教館或文化中心，是純粹提供文藝界人士聚、切磋交流之用。陳漢強質疑，若僅能供美術界人士使用，在功能上未免過於狹窄；若對所有文藝界朋友開放，於法該由台北市立社教館職掌，且為此增列人員編制時就不必層層上報行政院人事行政局，社教館就沒有這個問題。對於管轄權屬上的爭執，陳奇祿激動起來，他說，為所有文藝界朋友提供一個聚會聯誼的去處，而不要一個社教館，更不是一個開會的場所，何不就近借重美術館人力？歷時近二小時的爭議，仍未做出結論。
1988年3月25日，美術節，館方以「美術家活動資料中心」名議正式開放，設酒會招待百餘位臺灣藝術家。參加聚會的藝術家紛紛表示了意見，如顏水龍建議多種些樹、何明績特別為舊宅裡的地板擔心。
1988年3月短暫開放後，舊宅問題重重，又關閉整修。1990年6月，展開二度整建工程，在日式地板下方安裝自動抽水機、二樓作開架式圖書館。為安全考慮，二樓限制參觀人數，一次不超過二十人，以減少木結構的負荷壓力，且樓頂小閣樓因上下梯危險而不開放。1990年7月15日上午11時開幕，顏水龍再前往參觀。館方還為圓山別莊推出拼圖、石膏模型。
1998年8月26日，臺北市政府民政局召開古蹟鑑定審查會，通過把大稻埕辜宅、圓山別莊、中山基督長老教會提列為市定古蹟。9月28日上午，臺北市政府市政會議審查通過圓山別莊、中山基督長老教會、大稻埕辜宅、北投不動明王石窟四處列為市定古蹟。

### 古蹟修復

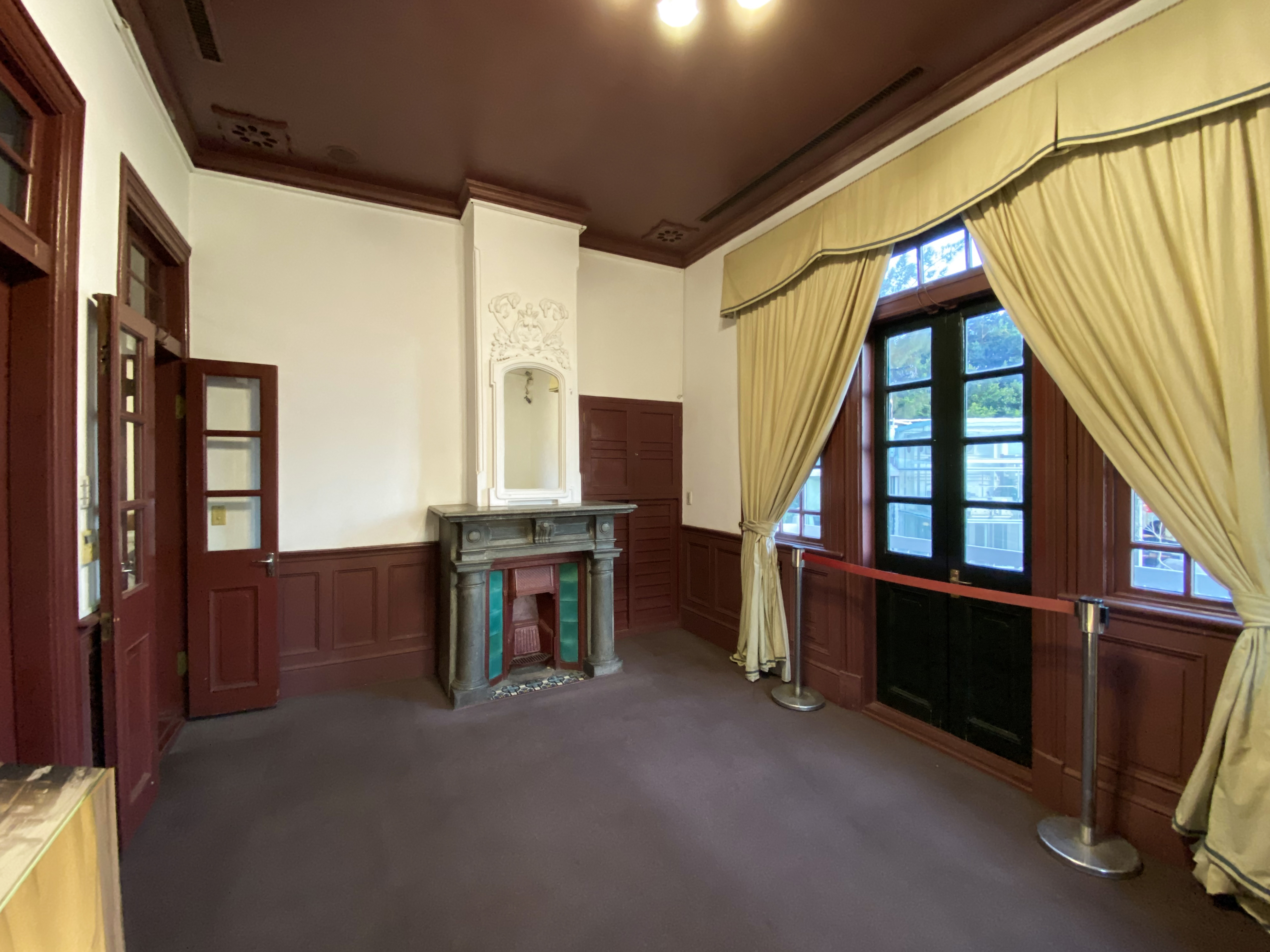
二樓壁爐

圓山別莊古蹟整修是由中原大學建築系主任黃俊銘、設計學院院長黃承令，分別提出整修與再利用計畫。為此，黃俊銘還請民眾提供舊照片，助他恢復該建物的原貌。1998年12月19日，中原大學建築研究所在北美館舉行「台灣近代文化資產圓山別莊修復國際研討會」，朱德蘭、黃俊銘、薛琴、堀込憲二、木村勉等學者從不同角度剖析。不過，陳朝駿家族對北美館的《美術家聯誼中心(圓山別莊) 調查研究與修復再利用委託規畫報告書》、台北市政府新聞局《名人故居》的記載錯誤與遺漏，表達抱怨。
圓山別莊是臺灣首例使用解體調查制度的古蹟。有誡於過去以目測或是非破壞檢驗的古蹟調查，常不夠準確與精密，事後只好再作更動並追加預算，留學時期跟隨東京大學古蹟名師藤森照信的黃俊銘，決心引進日本已行之多年的解體調查制度。他運用在圓山別莊，分析地梁、柱位等構造形式。館方遂增加「部分解體調查與實施設計」階段，並由建築師李重耀，競標獲得工程設計權。2001年5月14日，審查會即進行階段成果驗收。此一程序完成審查之後，才會進行修復施工發包。
2000年6月30日，修復期間，館長林曼麗表示希望修護後，修復後要如何使用，文化局才有權決定，但希望一樓保留美術家聯誼中心的功能，二樓則開闢為紀念茶商主人陳朝駿的主題性小型博物館。此次修復由重耀建築師事務建所規畫設計，恢復過去二樓的住宅形式，整理成二間套房。

### 台北故事館
生於香港的前台積電法務長陳國慈定居台北北區後，上下班都要經過圓山別莊，讓她感覺特別，於是2002年12月2日與台北市文化局局長龍應台簽約，開始經營圓山別莊。
2003年4月18日下午3點半，圓山別莊整修後以「台北故事館」之名開幕時，由台北市長馬英九、文化局長廖咸浩及陳國慈一起剪綵。展覽空間分為多功能活動展示區、視聽教室、生活小藝坊與故事茶坊。展示區舉辦小型、主題特展、講座、茶藝、古蹟與生活藝文活動：視聽教室舉辦座談會、課程、會議、播放與展覽相關的影音資訊；生活小藝坊推廣藝術家的藝術品；茶坊由亞都麗緻大飯店提供飲食。
2004年7月28日，陳國慈因以個人身分認養圓山別莊、一年吸引超過15萬人次參觀，獲得台北文化獎。
2010年臺北國際花卉博覽會期間，為重現臺灣百年前的富豪時尚生活，花博營運總部特別以「百年前台灣時尚生活」為主題，向板橋林家、高雄陳家、霧峰林家等借展700多件以骨董家具和用品。在圓山別莊擺放骨董的山葉鋼琴、維多利亞風格法式百年沙發、Tiffany彩繪玻璃鑲嵌桌燈，一旁牆上更掛著李梅樹、康有為、徐世昌、吳昌碩等人的真跡。
2015年3月2日，因簽約4月到期，陳國慈在台北故事館交還儀式上，將圓山別莊模型象徵性交給文化局局長倪重華。陳國慈經營期間，共舉辦卅一檔展覽、培育了500多名志工、舉行上千場藝文活動，共計300多萬人次造訪。2015年5月15日，郭木生文教基金會正式從陳國慈手中接棒，經營台北故事館。